# Sydsudan i olympiska spelen
Sydsudan deltog för första gången i de olympiska spelen vid  de olympiska sommarspelen 2016 i Rio de Janeiro. Deras medlemmar är organiserade av Sydsudans olympiska kommitté, bildad 2015 och erkänd senare samma år av Internationella olympiska kommittén.

## Medaljer
| Guld | Silver | Brons | Totalt antal medaljer |
| ---- | ------ | ----- | --------------------- |
| 0    | 0      | 0     | 0                     |

### Medaljer efter sommarspel
| Spel                | Idrottare                                        | Guld                                             | Silver                                           | Brons                                            | Totalt                                           | Placering                                        |
| 1960–2008           | som en del av Sudan                              | som en del av Sudan                              | som en del av Sudan                              | som en del av Sudan                              | som en del av Sudan                              | som en del av Sudan                              |
| London 2012         | som en del av Oberoende olympiska idrottsutövare | som en del av Oberoende olympiska idrottsutövare | som en del av Oberoende olympiska idrottsutövare | som en del av Oberoende olympiska idrottsutövare | som en del av Oberoende olympiska idrottsutövare | som en del av Oberoende olympiska idrottsutövare |
| Rio de Janeiro 2016 | 3                                                | 0                                                | 0                                                | 0                                                | 0                                                | –                                                |
| Tokyo 2020          | 2                                                | 0                                                | 0                                                | 0                                                | 0                                                | –                                                |
| Paris 2024          | Framtida tävling                                 |                                                  |                                                  |                                                  |                                                  |                                                  |
| Los Angeles 2028    | Framtida tävling                                 |                                                  |                                                  |                                                  |                                                  |                                                  |
| Brisbane 2032       | Framtida tävling                                 |                                                  |                                                  |                                                  |                                                  |                                                  |
| Totalt              | Totalt                                           | 0                                                | 0                                                | 0                                                | 0                                                | –                                                |